# Imolai-ördöglyuk
Az Imolai-ördöglyuk Magyarország megkülönböztetetten védett barlangjai között van. Az Aggteleki Nemzeti Parkban található. A barlang 1995 óta az Aggteleki-karszt és a Szlovák-karszt többi barlangjával együtt a világörökség része.

## Leírás
Az Aggteleki-karszt szélén, Imolán, Imola központjától nyugat–északnyugatra, körülbelül 2200 méterre, a Tóberke-völgyben vannak a bejáratai. Két bejárata van. Az alsó, egy méter széles, egy méter magas, természetes jellegű, de bontott, hasadék alakú, vízszintes tengelyirányú bejárat a völgy talpszintjén, cserjésben, 268 méter tengerszint feletti magasságban, egy sziklakibúvásban található és ez a bejárat működik víznyelőként. A felső, 70 centiméter széles, egy méter magas, bontott jellegű, hasadék alakú, függőleges tengelyirányú bejárat a völgy talpszintjén, cserjésben, 273 méter tengerszint feletti magasságban, egy sziklakibúvásban található. A barlang helyét jelölik a turistatérképek a barlang nevének feltüntetésével. A völgy alján jól megfigyelhető az öt–nyolc méter mélyen bevágódott, növényekkel nagyon benőtt víznyelőmeder.
A felső szakasza alsó miocén, bretkai mészkőben, az alsó szakasza középső triász, steinalmi mészkőben, valamint eocén konglomerátumban, tektonikus törésvonal mentén, a befolyó víz oldó és koptató hatására alakult ki az időszakosan aktív víznyelőbarlang. Omlások is szerepet játszottak a létrejöttében. Elágazó térformájú. Lépcsős lejtőviszonyú. A hasadék szelvénytípus és a szabálytalan szelvénytípus a jellemző szelvénytípusa. Két nagy akna, az alsó, nagy teremből kiinduló kürtő, csorga, sok helyen hullámkagylók, mennyezeti csatorna és gömbüst található a barlangban. Kialakult benne néhány függőcseppkő, kis felületet borító cseppkőbekérgezés és fekete, Fe-Mn tartalmú lerakódás. Időszakonként csepegő víz, vízesés és patak keletkezik. Nem éri el a nyugalmi karsztvízszintet. Nagy mennyiségű, percenként 10.000 liter vizet is el tud nyelni és a víz nem duzzasztódik vissza.
A barlang kicsi és nagy termekből, valamint a termeket összekötő, vízszintes, lépcsőzetesen lejtő és függőleges részekből tevődik össze. A járatok leginkább délnyugati és délkeleti irányba tartanak, omladékosak, valamint a gyakori, erős vízmosás jelenleg is alakítja őket. A bejárati, szűk járatok kúszással járhatók. Az első akna szűk, kényelmetlen hasadéka után egy tág, nagyon tiszta rész következik. A felső bejáraton át egy négy méter mély aknába lehet jutni. A bejárati akna végéről egy rövid folyosó indul, amelynek a végéből egy keskeny, 0,6×2,5 méteres, öt méter mély hasadékakna vezet az alatta található, 5×5 méteres, szépen oldott terembe. A teremből, az omladéktömbök között átbújva a több ponton megjelenő vizet követve lehet haladni a járatban. A járat a négy méter mély, második akna alatt egy lépcsőzetesen lejtő, mosott kövekből álló, omladékos aljzatú folyosóban ér véget. Ennek a járatnak az aljáig járható a barlang, mert egy omlás teljesen elzárta a továbbvezető járatokat. A lezáratlan barlang az Aggteleki Nemzeti Park Igazgatóság engedélyével és barlangjáró alapfelszereléssel járható. Vannak olyan járatok, amelyek nem járhatók, mert a hozzájuk vezető út eltömődött. Naponta egy csoport látogathatja és a csoport legfeljebb nyolc személyből állhat.
A felső bejárat mellett, a sziklás oldalban egy 2,5 m mély üreg van, amely a bejáratokat összekötő folyosó mennyezetén található kürtőhöz vezet és valószínűleg egy régi víznyelőnek lehetett a bejárata.
1984-ben volt először Imolai-ördöglyuknak nevezve a barlang az irodalmában. Előfordul a barlang az irodalmában Diósvölgyi-viznyelő (Bertalan 1976), Diósvölgyi-víznyelő (Nyerges 1998), Diós-völgyi-víznyelő (Egri 2009), Diósvölgyi víznyelő (Kordos 1984), Imolai Ördög-lyuk (Baross 1998), Imolai Ördöglyuk (Bertalan 1976), Imolai-viznyelőbarlang (Dénes 1961), Imolai-víznyelőbarlang (Jakucs, Kessler 1962), Imolai víznyelőbarlang (Dénes 1961), Ördöglyuk (Dénes 1961), Ördöglyuk-nyelő (Jakucs 1961), Ördöglyuk-víznyelő (Dénes 1961), Tóberke-nyelő (Jakucs 1961), Tóberke-viznyelő (Bertalan 1976) és Tóberke-víznyelő (Kordos 1984) neveken is.

## Kutatástörténet
1954-ben Jakucs László kezdte el kutatni a víznyelőt. Öt kilogramm fluoreszceinnel megfestette a nyelőben elfolyó vizet, de a víz egyik figyelt forrásban sem volt észlelhető. A Jósva-forrásban, a Komlós-forrásban és a fiatal üledékekből álló terület forrásainak egy részében, szlovákiai részen is figyelték a víz megjelenését. 1954-ben Jakucs László próbálta a nyelőt kibontani és feltárni. Az első próbálkozás nem volt sikeres. Jakucs László és a munkatársai csak kb. 5 m mélyre jutottak különböző műszaki problémák miatt. 1957 májusában kereste meg először a víznyelőt Dénes György azért, hogy az Aggtelek és környéke könyvben megjelent írásához adatokat gyűjtsön a helyszínen. Felkeltette az érdeklődését az érdekes víznyelő és nem tudta megállapítani, hogy milyen tág a víznyelő mögötti, föld alatti vízjárat. 1960 áprilisban egy expedíciót szervezett a barlang kutatására Dénes György és ekkor tárta fel a víznyelőbarlang első részét a VMTE Barlangkutató Szakosztálynak a Petrovics Károly vezette csoportja, Boda László, Ferenczi Tibor, Kerti Béla, Kőrösi Gyula, Lustig Valéria, Tóth László és a társaik. Ez a lépcsőzetes rész kis folyosókból, aknákból és kis termekből áll. 1960. április 4-én a szakosztály tagjai bejárták és felmérték a barlangot.
Az 1960 nyarán tartott kutatótábor során, amely az ördöglyuk mellett volt rendezve, tárta fel a Dénes György által vezetett csoport. Petrovics Károly munkacsoport vezető, Benkő Sándor, Boda László, Ferenczi Tibor, Forrai Sándor, Gajda Ferenc, Győrffi Attila, Kerti Béla, Kőrösi Gyula, Latkóczi Gyula, Majoros László, Mandics György, Mlinkó Nándor, Petrovicsné Lusztig Valéria, Pintér Árpád, Sándor György, Tóth László és Tóth Tihamér. A robbantásokat Dénes György és Majoros László robbantómesterek végezték. A tábor 1960. július elején kezdődött és három heti kemény munkával jutottak be a víznyelő barlangjába. A nyelő aljában mélyített aknán keresztül érték el a szálkőben létrejött bejáratot és ezen behatolva, sorozatos robbantásokkal, kisebb-nagyobb termeket, vízszintes és függőleges szakaszokat leküzdve eljutottak a végponti, kis üregbe. A barlang végét kőomlás zárja le, amelynek a hézagait kvarckavics tölti ki és ezért huzat nem érezhető.
A tábor utolsó napjaiban felhőszakadások akadályozták meg az addig feltárt szakaszból a továbbjutást. A nyelőbe az esőzés után, napokon át percenként 10.000 liternél több víz ömlött, de a víz nem torlódott vissza. 1960-ban, a barlang feltárása után Dénes György 15 kilogramm fluoreszceinnel víznyomjelzést végzett, de a vizsgálatnak nem volt eredménye. Az 1960. július–augusztusi Karszt- és Barlangkutatási Tájékoztatóban Dénes György arról számolt be, hogy az új munkahelyen kibontották az Ördöglyuk viznyelőt és feltárták a víznyelőbarlang első részét. A hírrel kapcsolatban az volt a folyóirat szerkesztőjének a hozzászólása, hogy az új barlangról várják a részletesebb beszámolót a folyóirat olvasói.
Venkovits István meglátogatta a tábort és az imolai víznyelő, valamint a környék földtani felépítését leírta a látogatás után. A leírás szerint a Tóberke-völgy, amelyben az ördöglyuk van, szerkezetileg a Gömör–Tornai-karszt déli részéhez tartozik. A Baradlát magába foglaló hegytömb szerkezetével egyezik meg a Tóberke-völgy felépítése. Egy régi kőfejtő felső eocén, litotamniumos, homokos, parti törmelékből álló mészkövet tárt fel a víznyelő környékén. A víznyelőben, körülbelül 20 méter mélyen, tökéletes feltárásban, teljes átmenetében figyelhették meg Venkovits Istvánék az eocén alapkonglomerátumot. Három–öt méter vastag, felső oligocén, homokkőpados, agyagos homokréteg foszlányok találhatók a víznyelő környékén.
A foszlányokat a víznyelő feltárásában körülbelül 15 méter vastag, felső eocén, litotamniumos mészkő váltja fel a barlang mélypontja felé. A felső eocén mészkövet egy–másfél méter vastag, középső triász, sötétszínű, mészkőkavicsokat tartalmazó alapkonglomerátum követi, amelynek a feküjét középső triász, világos színű mészkő alkotja és amelynek a járataiban a nyelő vize eltűnik a mélység felé. A nyelő felső eocén mészkőben kialakult üregrendszere az agresszív, külszíni vizek jellegzetesen élesszélű, oldódásos formaelemeit mutatja, amelyet meg lehet találni az összes, hasonló helyzetű, vízeséses nyelőben.
1960. november 7-én kb. 20 kg fluoreszceinnel vízfestési kísérletet végeztek Dénes Györgyék a nyelőben, hogy a nyelőben eltűnő víz föld alatti útját megismerjék. Jakucs László vállalta a Jósva-forrás és a Komlós-forrás figyelését. Helyi lakosokat kértek meg az Imola környéki források és vízfolyások figyelésére. Nem észlelték sehol a festett víz megjelenését. Ezután a VM Petőfi Barlangkutató Csoport tagjai, Taródi Péter, Tóth Álmos és társaik, valamint a Kiss Sándor vezette szentesi gimnázium barlangkutatói folytatták a munkát, hogy további járatokat fedezzenek fel.
Az 1960. novemberi Karszt- és Barlangkutatási Tájékoztatóban Dénes Györgynek megjelent egy közleménye, amely szerint 1960 júliusában a VM Barlangkutató Csoport és az Élelmiszerkereskedelmi Iskola barlangkutatói bejutottak az Ördöglyuk-víznyelő folytatásába, egy barlangrendszer kezdeti szakaszába. Elhatározták, hogy megfestik a barlangban eltűnő patak vizét, hogy megismerjék a víz útját. Jakucs László egyszer már megfestette a víznyelő vizét 1,5 kg fluoreszceinnel, de a vizsgálat eredménytelen volt. Az előző kísérletből tanulva több festőanyagot, 20 kg fluoreszceint használtak. A vegyszert Petrovics Károlyné (a barlangkutató csoport tagja) és vegyésztechnikus munkatársai készítették éjszaka, társadalmi munkában, a Nehézipari Minisztérium és a Chinoin Gyár támogatásával.
1960. november 7-én délben megfestették a víznyelőben eltűnő patakot a 20 kg fluoreszcein lúgos oldatával. A patak vízhozama akkor kb. 60 l volt percenként. A festett víz lehet, hogy csak hetekkel a festés után fog jelentkezni egy forrásban a patak kis vízhozama miatt. Jakucs László vállalta a jósvafői források rendszeres figyelését és a többi, környéki forrás figyelésére megkérték a helyieket. A folyóirat szerkesztőjének az volt a megjegyzése, hogy a kísérlet eredményéről lapzártáig nem érkezett hír. 1960. december 4-én Barátosi József beszámolt a Magyar Karszt- és Barlangkutató Társulat közgyűlésén arról is, hogy nehéz feladatra vállalkoztak a Vörös Meteor barlangkutatói az imola környéki víznyelőbarlang első szakaszának a feltárásával.
Az 1961. áprilisi Karszt- és Barlangkutatási Tájékoztatóban az olvasható, hogy a Vörös Meteor TE Barlangkutató Szakosztály a felszabadulási műszak után az imolai víznyelőnél néhány megfigyelést és mérést tervez. Az imolai adatgyűjtés a nyári kutatótáborban végzendő munkához kell. Az 1961. július–augusztusi Karszt- és Barlangkutatási Tájékoztatóban napvilágot látott egy közlemény, amelyben szó van arról, hogy a Vörös Meteor TE Központi Osztályának tagjai és júliusban az Élelmiszerkereskedelmi Iskola, a Petőfi Gimnázium barlangkutatói, augusztusban a szentesi Horváth Mihály Gimnázium barlangkutatói nagyon érdekes és rendkívül nehéz feltáró munkát végeznek. A múlt évben feltárt víznyelőbarlang tavalyi végpontján bontják a kavicsdugót és próbálnak további járatokat felfedezni.
Az 1961-ben kiadott, Aggtelek és környéke című könyvben az van írva, hogy az Aggteleki-karszt barlangjai közül említésre méltó a kiemelkedő jelentőségű ördöglyuk is. A nyelő állandó patakját először Dénes György jelölte meg 1 kg fluoreszceinnel, amely aránylag nagy mennyiségnek számít. A megjelölt víz felszínre lépését nem lehetett megállapítani a környező forrásokban, ezért valószínű, hogy a nyelő egy nagy és nagyon távoli karszthidrológiai rendszer része.
A nyelő fejlettségéből, az áradásokkor befolyó víz mennyiségéből és a víznyelő vízgyűjtőterületének a nagyságából ítélve könnyen azt lehet hinni, hogy ez a hely a Jósva-forrás felszín alatti, alsóbarlangi vízgyűjtő járatának egyik déli nyúlványa. De lehet, hogy az itt elnyelődött víz még messzebb, talán a mélykarsztvíz áramlásával a bükkperemi forrásokban lép felszínre. A bejárat egy görbe törzsű vadkörtefa mellett, sűrű bokrok takarásában, mély gödörben van. A mészkőben kialakult barlang a környező hegyoldalak majdnem 2 km²-es területéről lefolyó csapadékát és a völgy felső szakaszáról folyó kis patakot vezeti a föld alá.
A sziklatorka akadálytalanul elnyeli a legnagyobb esők vizét is. 1960 tavaszán Dénes György szervezett expedíciót a nyelő járhatóvá tételére. Ezen az expedíción Dénes György segítői Petrovics Károly és munkatársai (Ferenczi Tibor, Forrai Sándor) voltak. Több mint kéthetes nehéz munkával bontották ki a víznyelőt. Az Élelmiszerkereskedelmi Iskola és a KÖZÉRT fiatal barlangkutatói is részt vettek a munkában. A munka eredményes volt, mert bejutottak a víznyelő alatti barlangrészbe, amely körülbelül 30 méter mélységig követhető, lépcsőzetesen elhelyezkedő aknákból és kis termekből áll. 1960 nyarán tárta fel a Vörös Meteor Barlangkutató Csoport a víznyelő mögötti, feltételezett barlangrendszernek az elejét.
Az egyik legfontosabb víznyelő a hegységben a Tóberke-nyelő. Nem ismert a hidrológiai összefüggése, mert 1954-ben eredménytelen lett a festési kísérlete. A barlang két néven szerepel a könyv végi mutatóban, Ördöglyuk-nyelő és Tóberke-nyelő néven. A víznyelő helye meg van jelölve a mellékelt Aggtelek és környéke térképen. Dénes György és Frojimovics Gábor 1961. április 4-én felmérték a barlangot, majd Kovács György a felmérés felhasználásával megrajzolta a barlang alaprajz térképét és kifejtett hosszmetszet térképét. A felmérésben segítséget nyújtott Czeiner Attila, Frojimovics Péter és Krassói Attila.
Az 1961. évi Karszt- és Barlangkutatóban napvilágot látott publikációban közölve lett, hogy a Tóberke-völgy közepén, egy facsoporttal körülvett, tölcsérszerű, mély gödör van, amelyet a környéken élők Ördöglyuknak neveznek. Itt tűnik el, a mészkősziklák között egy kis patak. A Tóberke-völgyben sehol nem látható mészkő a felszínen, kivéve egy kis kőfejtőt és a barlang víznyelőjének a torkát. Az Ördöglyuk-víznyelő nemcsak a kis patak csekély, folyamatosan folyó vizét vezeti le, hanem a másfél kilométernyi vízgyűjtőterületén összegyűlt, rengeteg vizet is. Ha a nyelőtölcsér mélypontján lévő nyílás nem tudja elvezetni az oda folyó vizet, akkor a nyelőtölcsér oldalának a nyelőlyukai is működni kezdenek és ezért a legnagyobb vízhozamot is el tudja nyelni a nyelőtölcsér.
A környékiek szerint tehát több, mint ötven éven keresztül nem történt meg az, hogy túlfolyt az érkező víz a tölcsér peremén és az sem, hogy a megáradt vizet az ördöglyuk nem tudta elnyelni. Még a legnagyobb felhőszakadás után levonuló, megáradt vizet is eltünteti, pedig a nyelő pereme után nincs említésre méltó emelkedő. A nyelőnél nem végződik vakon a völgy, sőt olyan egyenletesen ereszkedik tovább, hogy ha valaki nem ismeri a bokrokkal takart nyelőt, akkor néhány lépésről sem veszi észre. Az ördöglyuk kialakulása a mélység felé lefejezte a Tóberke-völgyet és a patakot. Batükapturával fosztotta meg a völgy alsó szakaszát a völgyfő vizeitől.
A nyelőbe folyó víz sok, a mészkőnél keményebb hordalékanyagot, kvarckavicsot sodor magával, amelynek a vízjárat tágításában nagy a szerepe, ezért a tág barlangüreg kialakulásának az egyik fontos feltétele biztosított. A barlangfolyosó szélességét azonban leginkább a rajta átfutó, maximális, árvízi vízhozam határozza meg. Ez pedig függ a nemkarsztos vízgyűjtő terület nagyságától Jakucs László szerint. Összehasonlítva a hegységben létrejött, Aggtelek környéki barlangok vízgyűjtő területeit a hozzájuk tartozó barlangfolyosók szélességével, akkor ezt a tételt igazolva látjuk és az összehasonlítás alapján ki lehet számolni, hogy a víznyelő körülbelül másfél négyzetkilométeres, vízgyűjtő területéhez valószínűleg körülbelül négy méter átlagszélességű barlangfolyosónak kellene tartozni. A barlang a víznyelőből kiindulva, valószínűleg lépcsőzetes eséssel a karsztvízszintig tart. Ahonnan már enyhén lejtve, főleg vízszintes folyosóként halad a forrás irányába.
Az erózióbázison fakadó forrás helye szabja meg a karsztvízszintet. A forrásban látnak ismét napvilágot a nyelőben eltűnő vizek, a föld alatti útjuk végén. A forrás helye azt is meghatározza a karsztvízszinttel együtt, hogy milyen hosszú a barlangnak a víznyelőtől kiinduló, lépcsőzetesen függőleges szakasza. A forrás helye szabja meg a vízszintes barlangfolyosó hosszát is, amely a barlangnak a föld alatti kanyargását figyelembe véve a tapasztalat szerint a víznyelő és a forrás közötti távolságnak majdnem a duplája szokott lenni. Jakucs László a Béke-barlang felfedezésével kapcsolatban átvizsgálta a környéket, hogy ismert legyen az, hogy melyik forrásban bukkan elő az imolai barlang vize. Megfestette az imolai nyelőben eltűnő vizet körülbelül másfél kilogramm fluoreszceinnel, de a zöld víz a környéki és a határon túli forrásokban nem volt kimutatható. Ezért jelenleg a nyelőben elfolyó víz helye ismeretlen.
A völgytalp tengerszint feletti magassága a nyelőnél 275 méter. A nyelő barlangja felső eocén mészkőben keletkezett és a felszíni, agresszív vizek jellegzetes, élesszélű, oldott formaelemeit mutatja, amely minden hasonló helyzetű, vízeséses nyelőben előfordul. Mivel a nyelő a középső triász mészkő szinklinális déli szárnyának vége közelében alakult ki, ezért hasonló példák alapján az képzelhető el, hogy a vízrekesztő alsó triász képződmények kis mennyiségben települnek, melyet a Farkas-lyuknál lévő felszíni (alsó triász) kibúvások valószínűsítenek. Ez esetben a nyelő vízjáratának folytatása a vízrekesztő fekün, keleti irányban várható.
A kb. 60 m hosszú barlang végpontja a völgytalptól számítva 30 m relatív mélységben van. Annak ellenére, hogy a víznyelőben eltűnő víz föld alatti útját eddig nem sikerült bizonyítani vízfestéssel, mégis a víznyelő, a barlang és a környék morfológiai és geológiai viszonyaiból, valamint a nyelő majdnem korlátlan vízbefogadó képességéből tág barlangrendszerre lehet következtetni. Ezért 1961 nyarán folytatni fogják a feltáró munkát. A tanulmányban van két fénykép, amelyeken be van mutatva a barlang. Az első fényképen a barlang bejáratánál lévő, munkába induló barlangkutatók figyelhetők meg. A második fényképen a víznyelőbarlang kibontott bejárata látható. A két fényképet Dénes György készítette. A publikációba bekerültek a barlang 1961-ben szerkesztett térképei.
Az 1962-ben kiadott, A barlangok világa című könyvben az olvasható, hogy az Aggtelek környéki, sok kis barlang közül az egyik legfontosabb az imolai barlang. 1960 nyarán tárták fel a barlangot a Vörös Meteor Barlangkutató Csoport tagjai, akiket Dénes György vezetett. A jelenlegi feltárómunka a víznyelő bejáratán átjutva, aknákon és kis termeken lehatolva kb. 30 m mélyen folyik.
A Petőfi Gimnázium barlangkutatói az 1962. április 4-től április 10-ig tartó tanulmányi kirándulásukon felkeresték az imolai munkahelyüket, hogy előkészítsék a nyári kutatómunkájukat és most a szokottnál nagyobb vízhozam mellett megfigyeléseket végeztek a barlang végpontján. 1962. július 8-tól 1962. július 28-ig a Petőfi Gimnázium és az Élelmiszerkereskedelmi Iskola barlangkutatói Imolán voltak kutatótáborban, ahol az Imolai-ördöglyuk feltárását folytatták. Egy vizes szifonon nem tudtak átjutni az addig követett járatban és emiatt egy kerülőjáratot bontottak. A kerülőjáratban a szifon szintje alá jutottak. Tervezték, hogy a következő évben folytatják a barlang feltárását. Az 1962. évi Karszt- és Barlangkutatási Tájékoztatóban az olvasható, hogy az Imolai Kutatótábor 1962. július 10-től július végéig tartott és az addig követett járatot egy kavicsos hordalékkal eltömődött, vizes szifonig tárták fel és a szifont megkerülő járatban a másik ág szifonjának a vízszintje alá sikerült jutni.
Az 1963. évi Karszt- és Barlangkutatási Tájékoztató 1–2. füzete szerint a Petőfi Barlangkutató Csoport tagjai 1962 tavaszán jártak a barlangban és a végponton megfigyelték az évközinél sokkal nagyobb, tavaszi vízmennyiség eltűnésének a helyét. Három hasadékban tűnt el a rengeteg víz. Azt tervezték, hogy majd a nyári táborban a megfigyelés alapján kijelölt helyen végzik a bontómunkát. Júliusban egy három hetes kutatótáborban vettek részt az Élelmiszerkereskedelmi Iskola barlangkutatóival, hogy az 1960-ban felfedezett Imolai-ördöglyukban új járatokat tárjanak fel. A kijelölt helyen egy járatszakaszt tettek járhatóvá a nagy tömegű, kavicsos hordalék eltávolításával. A járatszakaszban az utolsó tábori napon eljutottak egy nagy sziklatömbökkel kitöltött részhez, ahol élénk huzatot észleltek a sziklák között, de nem volt elég idő a további bontásra és tervezték, hogy az 1963. évi kutatótáborban folytatják a járat feltárását. Az 1963. évi Karszt- és Barlangkutatási Tájékoztatóban kiadott, az 1963. évi barlangnapról szóló közleményben Schőnviszky László beszámolt a barlang 1963. évi kutatásáról.
Az 1968. április 28-i Népszabadságban Dénes György beszámolt a barlang kutatásáról. A publikációban az van írva, hogy egyszer életveszélyes helyzetbe került a barlang feltárása közben. Egy kis csoport vezetőjeként ő indult el elsőnek a barlangi patak felfedezésére. A víznek a barlangba lépési helyétől nem messze egy függőleges, 20 méter mély sziklahasadékban folytatódik a vízfolyás. Ennek az üregnek az aljára ereszkedett le azért, hogy megtudja, merre folyik a patak. Valószínűleg megmozdította a sziklákat, mert a hátát az egyik, a kezét és a lábát a másik falnak támasztotta és lefelé traverzált. Amikor leért, akkor mázsás, éles kövek kezdtek el potyogni. Az egyik nagy szikla majdnem súrolta az arcát. Gyorsan megállapította, hogy nincs a közelben fedezék.
Az ijedtségtől nem tudott mozdulni és ennek köszönheti azt, hogy életben maradt, mert az a kis hely volt az egyetlen, olyan terület a hasadék alján, amelyet nem árasztottak el a potyogó kövek. Dénes György megállapította, hogy életveszélyes helyzetben volt, az elővigyázatosságról egy kicsit megfeledkezett, tanult az imolai esetből és örök tanulságul szolgált a számára. A cikkben látható egy fénykép, amelyet Mikó László fényképezett. A képaláírás szerint egy gyakorlatlan ember könnyen balesetet szenvedhet egy ilyen, a képen bemutatott sziklahasadékban, amelyben Dénes György barlangkutató 30 méter magasan, nagyon könnyen közlekedik.
Az 1975-ben megjelent, Jakucs László által szerkesztett útikalauz szerint az imolai barlang a legdélibb karsztjelensége a szorosabb értelemben vett Aggteleki-karsztnak. Egy másik oldalon az olvasható, hogy az Aggteleki-karszt legdélibb karsztjelensége. A 30 méter mély, jellegzetes víznyelőbarlangnak a kis termei lépcsőzetesen, egymás alatt találhatók. A bejárat egy görbe törzsű vadkörtefa mellett, sűrű bokrok takarásában, egy mély gödörben van. A mészkőben kialakult barlang a környező hegyoldalaknak a majdnem két négyzetkilométeres területéről lefolyó csapadékot és a völgy felső szakaszáról folyó, kis patakot vezeti a föld alá. A sziklatorka akadálytalanul elnyeli a legnagyobb esők vizét is. 1960 nyarán tárta fel a Vörös Meteor Barlangkutató Csoport a víznyelő mögötti, feltételezett barlangrendszer elejét.
Az 1976-ban befejezett, Bertalan Károly által írt kéziratban az olvasható, hogy Imolán helyezkedik el az Imolai Ördöglyuk (Tóberke-viznyelő, Diósvölgyi-viznyelő). Imola központjától Ny-ra, a Tóberke dűlőn lévő rét közepén, 275 m tengerszint feletti magasságban található a barlang bejárata. A 60 m hosszú és 35–40 m mély barlang aktív víznyelő. A kézirat barlangot ismertető része 2 irodalmi mű alapján lett írva. Az 1980-as évek elején alakították ki a barlang felső bejáratát a Vörös Meteor Barlangkutató Csoport tagjai.
Az 1984-ben kiadott, Magyarország barlangjai című könyv országos barlanglistájában szerepel az Aggteleki-karszton lévő barlang Imolai-ördöglyuk néven Tóberke-víznyelő, Diósvölgyi víznyelő és Imolai-víznyelőbarlang névváltozatokkal. A listához kapcsolódóan látható az Aggteleki-karszt és a Bükk hegység barlangjainak földrajzi elhelyezkedését bemutató 1:500 000-es méretarányú térképen a barlang földrajzi elhelyezkedése. A könyv szerint az 1960-as évek egyik jelentős barlangfeltárása volt 60 méter hosszan bejutni a víznyelőbarlangba 1961-ben. 1985. július 13-án a feltételezések és az összefüggés bizonyítása miatt a nyelőben elfolyó percenként 250 liter vízhozamú patakvízhez 100 liter 40%-os fluoreszcein oldat volt öntve. Nagy területen figyelték a víz előbukkanását. A Jósva-Medence-forrásból, a Komlós-forrásból, a Delelő-kútból, a Kenderáztató-forrásból, a Csörgős-patak völgyében három helyről, Imola belterületén két helyről, Felsőtelekes szélén két helyről és a Rét-patak völgyében három helyről vettek vízmintákat. Az első hónapban naponta, majd két hónapig hetente kétszer, majd hetente egyszer végeztek mintavételezést, amelyben a VMTE Baradla Barlangkutató Csoport segített. Jelenleg is tart a források és a patakok figyelése, de a megfestett víz nem jelent meg a vizsgált helyeken.
1985. október 10-től havonta cserélt, aktív szénnel figyelték a lehetséges, felszínre lépési helyeket. Az eredmények alapján megállapítható, hogy nem jut vissza a fiatal üledékekbe a barlangban lefolyó víz. Feltételezhető, hogy az ismeretlen szintmagasságú karsztvíznívó felszínén a víz lassan áramlik a repedésekben a Jósva-Medence-forrás felé és egy-két éven belül várható a megjelenése. Észak felé áramlik a víz a mélykarsztban. Ez esetben több tíz, vagy több ezer év múlva szintén előbukkan a Jósva-Medence-forrásban, a forrás szubtermális komponenseként. A víz a mélykarsztban dél, vagy délkelet felé áramlik. Azon a részen az Alsószuha 1-es számú fúrásban ismert 43 °C-os, mélykarsztból származó víz.
Az 1986. évi Karszt és Barlangban megjelent bibliográfia regionális bibliográfia részében szerepel a barlang Imolai-ördöglyuk néven. Az összeállítás szerint a Karszt és Barlangban publikált írások közül 1 foglalkozik a barlanggal. Az 1986. évi Karszt és Barlangban napvilágot látott tanulmányban van egy vázlatos földtani térkép, amely az Észak-borsodi-karszt délnyugati részét mutatja be. A térképvázlaton fel van tüntetve a barlang helye. Egy másik ábrán Trizs és az Ördöglyuk-víznyelő vonalának a vázlatos, földtani szelvénye figyelhető meg. A tanulmány szerint Imolától NyÉNy-ra, 1400 m-re, a Tóberke-völgyben, kb. 270 m tengerszint feletti magasságban fekszik. A barlang vízgyűjtő területe 2 km², mely felső pannon–pleisztocén, agyagos-kavicsos üledékekből álló dombvidéken húzódik. Csapadékmentes időszakban percenként körülbelül 100–200 l vízhozamú patak folyik mindig a víznyelőbe. Nagy esők után duzzasztás nélkül is elnyeli a percenként több köbméter vízhozamú vízfolyásokat. 1960-ban lett feltárva a nyelőszájtól kezdődő barlangjárat és jelenleg is tart a kutatása. A 60 m hosszú és 30 m mély barlang felső szakasza alsó miocén bretkai mészkőben, alsó szakasza középső triász steinalmi mészkőben jött létre.
1992-ben a Meteor TTE Központi Barlangkutató Csoport megerősítette a barlang ácsolatát és több helyen kicserélte az ácsolatot, valamint omladék deponálást végzett, hogy lehetővé tegye a további bontást. Az Imolai-ördöglyuk 1995 óta az Aggteleki-karszt és a Szlovák-karszt többi barlangjával együtt a világörökség része. Az 1998-ban kiadott, Az Aggteleki Nemzeti Park című könyvben az olvasható, hogy a pannon vízgyűjtőről táplálkozó, percenként akár több ezer literes vízhozamot nyelő Imolai Ördög-lyuk az eredménytelen víznyomjelzések tanúsága szerint nem klasszikus, patakos barlangot táplál. A vize lehet, hogy közvetlenül a mélykarsztba jut. 1998. június 25-én Nyerges Attila, Szabó Zoltán, Szabó Lénárd és Székely Kinga készítették el a barlang alaprajz térképét és kiterített hosszmetszet térképét a KTM TVH Barlangtani Osztályán. A felmérés alapján a barlang hossza 53,3 m, függőleges kiterjedése 27,1 m, magassága 3,9 m és mélysége 23,2 m.
1998. június 25-én Nyerges Attila írta meg a barlang nyilvántartólapját. A kéziratban az van írva, hogy Imolán és Trizsen, Imola központjától kb. 1400 m-re található a barlang. Az alsó, függőleges tengelyirányú bejárat völgytalpon, sziklakibúvásban, cserjésben, 270 m tengerszint feletti magasságban van. A felső, vízszintes tengelyirányú bejárat völgytalpon, sziklakibúvásban, cserjésben, 275 m tengerszint feletti magasságban van. A részletesen felmért, kiemelt jelentőségű barlang 53,3 m hosszú, függőleges kiterjedése 23,3 m, mélysége 19,4 m és magassága 3,9 m. Szabadon látogatható a barlang.
Vannak olyan járatai, amelyek nem járhatók. Van benne egy 5 m hosszú, rossz állapotú, veszélyes létra. Jó lenne kiegészíteni a barlang fénykép-dokumentációját és hidrológiai kapcsolatát vizsgálni kell. Nagyon omlásveszélyesek a barlang alsó részei. A feltárás folytatása csak nagy munkával oldható meg, de valószínűleg egy nagyon fejlett víznyelőbarlangot lehet itt feltárni. 1998. május 14-től a környezetvédelmi és területfejlesztési miniszter 13/1998. (V. 6.) KTM rendelete szerint az Aggteleki Nemzeti Park Igazgatóság illetékességi területén található Imolai-ördöglyuk az igazgatóság engedélyével látogatható. 2005. szeptember 1-től a környezetvédelmi és vízügyi miniszter 22/2005. (VIII. 31.) KvVM rendelete szerint az Aggteleki Nemzeti Park Igazgatóság működési területén található Imolai-ördöglyuk a felügyelőség engedélyével látogatható.
Az Aggteleki Nemzeti Park Igazgatóság működési területén lévő, 5430/13 nyilvántartási számú Imolai-ördöglyuk, 2006. február 28-tól, a környezetvédelmi és vízügyi miniszter 8/2006. KvVM utasítása szerint, megkülönböztetett védelmet igénylő barlang. 2007. március 8-tól a környezetvédelmi és vízügyi miniszter 3/2007. (I. 22.) KvVM rendelete szerint az Aggteleki Nemzeti Park Igazgatóság működési területén lévő Imolai-ördöglyuk az igazgatóság engedélyével tekinthető meg. 2009-ben Egri Csaba állította össze az Imolai-ördöglyuk állapotfelvételi kéziratát. A kézirat szerint a barlang 53,3 m hosszú, függőleges kiterjedése 33,9 m, mélysége 30 m, magassága 3,9 m és vízszintes kiterjedése 19 m. Két darab 8 m hosszú, rozsdás vaslétra van a barlangba beépítve, amelyeket le kell cserélni. A bejáratot rendszeresen járhatóvá kell tenni. A helyszíneléskor mindkét bejáratot ki kellett tisztítani, hogy be lehessen menni. Omlás miatt járhatatlanok a barlang alsó részei. Vízzel behordott szemét és régi, használaton kívüli felszerelések vannak benne. A vízmozgás rongálja a régi ácsolatokat és a rozsdásodó vaslétrákat.
2009-ben Egri Csaba készítette el a barlang fénykép-dokumentációját. Ekkor a fényképek készítésének helyét és a fényképezés irányát jelölte a barlang 1998-ban készült alaprajz térképén és 1998-ban készült hosszmetszet térképén. Az Aggteleki Nemzeti Park Igazgatóság működési területén lévő és 5430-13 kataszteri számú Imolai-ördöglyuk, 2012. február 25-től, a vidékfejlesztési miniszter 4/2012. (II. 24.) VM utasítása szerint, megkülönböztetetten védett barlang. 2013. július 19-től a vidékfejlesztési miniszter 58/2013. (VII. 11.) VM rendelete szerint az Imolai-ördöglyuk (Aggteleki Nemzeti Park Igazgatóság működési területe) az igazgatóság hozzájárulásával látogatható. 2021. május 10-től az agrárminiszter 17/2021. (IV. 9.) AM rendelete szerint az Imolai-ördöglyuk (Aggteleki Nemzeti Park Igazgatóság működési területe) az igazgatóság engedélyével látogatható. A 13/1998. (V. 6.) KTM rendelet egyidejűleg hatályát veszti.